# Лисья Слободка
 Лисья Слободка  — деревня в Подосиновском районе Кировской области. Входит в состав Демьяновского городского поселения. 

## География
Примыкает с северо-востока к центру поселения поселку Демьяново.

## История
Известна с 1748 года как деревня с населением 38 душ мужского пола, в 1926 году домохозяйств 38 и жителей 182, в 1950 28 и 87, в 1989 124 жителя . 

## Население
Постоянное население составляло 137 человека (русские 96%) в 2002 году, 115 в 2010.